# ЭР24
ЭР24 (Электропоезд Рижский, 24-й тип) — проект электропоезда постоянного тока, разработанный на Рижском вагоностроительном заводе (РВЗ).
Заводское обозначение — 62-233.
Заводские обозначения вагонов:
- моторный промежуточный вагон (Мп) — 62-234;
- прицепной головной вагон (Пг) — 62-235;
- прицепной промежуточный вагон (Пп) — 62-236.

## История проектирования
В ходе эксплуатации электропоездов ЭР2Р и ЭР2Т было установлено, что данные типы электропоездов расходуют на 20…30 % электроэнергии больше, чем ЭР2. Для решения проблемы энергопотребления и энергоэффективности электропоездов было предложено использование схем электрооборудования с переключением группировок тяговых электродвигателей (ТЭД). Это должно было позволить снизить потери электроэнергии при разгоне и увеличить количество рекуперируемой энергии при торможении.
С одной стороны планировалось перейти к новому типу ТЭД, поскольку ТЭД типа УРТ-110 (для электропоезда ЭР2) с номинальным напряжением 1500 В не предназначен для электрического торможения. Специалисты Рижского электромашиностроительного завода (РЭЗ) длительное время работали над созданием ТЭД с тем же номинальным напряжением, который не имел бы недостатков ТЭД типа УРТ-110. Такой ТЭД был создан, но только к 1999 году.
Параллельно с этими работами в 1980-х годах велась разработка электропоезда с условным обозначением ЭР24. В этом проекте была заложена та же идея, однако в этот раз с применением серийных ТЭД типа 1ДТ.006 с номинальным напряжением 750 В. Перегруппировки ТЭД предполагалось сделать возможным, объединив в одну силовую схему цепи двух моторных вагонов. При последовательном соединении должны были включаться восемь ТЭД, а на последовательно-параллельном — две цепи по четыре ТЭД. Таким образом, электропоезд должен был компоноваться из четырёхвагонных секций, по два моторных вагона в каждой. Секция могла быть головной (композиция Пг+Мп+Мп+Пп) или промежуточной (Пп+Мп+Мп+Пп). Электропоезд мог быть восьмивагонным (из двух головных секций) или включать 12 вагонов (две головные и одна промежуточная секция).
Работы по проекту ЭР24 были прекращены в 1991 году, когда вагоны электропоезда уже были отданы в производство, однако сложившаяся политическая ситуация в СССР не позволила завершить проект. Однако следует заметить, что проект ЭР24 был доработан, и по полученной документации был создан один из первых электропоездов в Российской Федерации (ЭД2Т).

## Электропоезда, созданные на базе серии ЭР24
Ещё в начале 80-х годов было решено начать на Демиховском машиностроительном заводе (ДМЗ) производство электропоездов, аналогичных поездам РВЗ. Ранее специализацией ДМЗ были узкоколейные вагоны для торфоразработок и думпкары, однако впоследствии было решено перепрофилировать этот завод на производство дополнительных прицепных вагонов для электропоездов РВЗ. Длина кузова вагона должна была быть 21,5 м в соответствии с длиной кузова проектного электропоезда постоянного тока ЭР24. После получения Латвией независимости было принято решение о наладке производства на ДМЗ уже полноценных электропоездов.
Первый опытный образец прицепного вагона, получившего серию ЭД (электропоезд демиховский), был изготовлен в 1993 году и вцеплен 11-м вагоном в поезд ЭР2Т-7233, выпущенный на РВЗ в 10-вагонном составе. Впоследствии заводом был выпущен целый ряд вагонов ЭД, которые были вцеплены в электропоезда РВЗ (типы ЭР2Р и ЭР2Т) и будущие поезда ДМЗ (типы ЭД2Т, ЭД4 и ЭД4М).
В августе 1993 года работы по электропоезду ДМЗ, получившему обозначение ЭД2Т, подходили к концу, так же, как и по его сопернику ЭТ2 Торжокского вагоностроительного завода (ТорВЗ). В том же месяце опытный образец ЭТ2 (номер 001) презентовали на станции Санкт-Петербург - Главный под баннером с надписью «ПЕРВЫЙ РОССИЙСКИЙ ЭЛЕКТРОПОЕЗД». Следует отметить, что ТорВЗ имел право на такое заявление, поскольку на ДМЗ в августе для опытного образца ЭД2Т-0001 были подготовлены только вагоны Пг и Пп собственного производства; моторные вагоны (Мп) для него были взяты от готового электропоезда ЭР2Т с окончательным формированием состава только в следующем месяце.
Механическая часть электропоезда ЭД2Т заимствована из проекта ЭР24 практически без изменений. Новому поезду даже было присвоено заводское обозначение 62-233, унаследованное от ЭР24.
Тем не менее ЭД2Т не был точной копией ЭР24 (в первую очередь в области электрической схемы). Электрооборудование поездов продолжало изготавливаться в Риге и было почти идентично электрооборудованию ЭР2Т (обозначения поездов отличаются только буквой о заводе), за исключением небольших отличий. В частности, изменилась конструкция контроллера машиниста, который был выполнен в форме штурвала, а также изменены электросхемы для возможности задержки включения компрессора одного из прицепных вагонов при сцеплении нескольких прицепных вагонов подряд (при нечётном количестве вагонов). С этой же целью на прицепных вагонах добавлены дополнительные межвагонные соединения. Для подключения высоковольтных соединений был установлен дополнительный контактор.
Для решения вопроса по импортозамещению было решено создать российский аналог электрооборудования поезда ЭД2Т. Комплект такого электрооборудования был разработан ВЭлНИИ и изготовлен на НПО «Новочеркасский электровозостроительный завод» (НЭВЗ); тяговые двигатели изготовлены АО «Сибстанкоэлектропривод». Он был применён на электропоезде, механическая часть которого была опять оставлена практически без изменений. Новая серия получила обозначение ЭД4, причём почти сразу после создания опытного образца (ЭД4-0001) был построен модернизированный вариант (ЭД4М), первый образец которого получил следующий номер (0002). Вагоны ЭД4М имели некоторые отличия оборудования салона; головные вагоны получили более широкую кабину машиниста с обновлённым дизайном. Однако выпуск базовой версии ЭД4 с кузовами ЭД2Т продолжался до 1998 года, а нумерация составов в этот период выпуска была сквозной. В итоге были построены ещё пять таких поездов с номерами 0005, 0006, 0007, 0010 и 0014.

## Сходные модели
Помимо вышеупомянутых ЭД2Т и ЭД4, существуют и другие разработки электропоездов, использующих аналогичную механическую часть (кузова вагонов). Первым из реализованных проектов стал электропоезд ЭР29, созданный в 1985 году на РВЗ для линий переменного тока и имеющий инновационную на то время тиристорно-импульсную систему управления. Параллельно с ЭР29 также на РВЗ разработан проект его аналога для линий постоянного тока, обозначенный ЭР30; однако ни одного такого поезда не было построено.
После распада СССР, через два года после создания ЭД2Т-0001 на ДМЗ был создан аналог электропоезда ЭД2Т для линий переменного тока. Электрооборудование этого поезда, обозначенного ЭД9Т, являлось доработанным комплектом электропоезда ЭР9Т (параллельно применялось на ЭР9ТМ).

## Эксперименты с электропоездом ЭР2Р
Идея перегруппировки ТЭД была реализована на электропоезде ЭР2Р-7066 при проведении капитального ремонта в 1995 году при участии специалистов МЭИ. Электропоезд получил условное обозначение ЭР2С. В эксплуатации электропоезд подтвердил возможность экономии электроэнергии на 15…20 %, одновременно с этим показав недостаточную надёжность и существенное ухудшение характеристик разгона и торможения. Ещё одним недостатком такого варианта стала невозможность формирования состава из числа вагонов, не кратного четырём. Следующие доработки позволили включать в восьмивагонный состав двухвагонную секцию, однако в этом случае при разгоне и электрическом торможении стали появляться толчки, вызванные различными характеристиками разных секций.